# 緣鋸鱗鱸
緣鋸鱗鱸，為輻鰭魚綱鱸形目鱸亞目鋸鱗鱸科的其中一種，分布於亞洲印度喀拉拉邦西高止山淡水流域，本魚體粗短，體色以黃褐色至灰色，魚鰭橙色至紅色，體側深色具有不規則的斑紋，背鰭硬棘13-16枚；背鰭軟條11-13枚；臀鰭硬棘3-4枚；臀鰭軟條7-9枚，體長可達15公分，棲息在水質清澈、流動快速的溪流底中層，生活習性不明，可做為觀賞魚。

## 擴展閱讀
維基物種上的相關：緣鋸鱗鱸